# Michelangelo Merlin
Michelangelo Merlin (1910 – 2002) è stato un fisico italiano.

## Biografia
L'inizio della sua attività di ricerca si è svolta presso l'Università degli studi di Padova appena tornato in Italia dai campi di prigionia in Germania. Con il suo gruppo di ricerca si è occupato principalmente dello studio dei raggi cosmici per mezzo di emulsioni nucleari. Un importante esperimento che realizzò è il volo sopra le Alpi Liguri di 63 kg di emulsione ({\displaystyle 37x37x15cm^{3}} in un solo blocco), chiamato G-Stack, con il quale si è potuto dimostrare che la stessa particella (da allora chiamata Mesone K) poteva avere più canali di decadimento.
Nel 1957 vinse il concorso per la cattedra di Fisica Sperimentale dell'Università di Bari e divenne direttore del dipartimento di Fisica. Il dipartimento era in cattive condizioni, infatti nominalmente aveva due sedi ma solo una piccola aula, nessuna attrezzatura e nessuno studente. Egli progettò e realizzò l'istituto di fisica nell'attuale sede, che venne ufficialmente inaugurata il 6 novembre 1963, in concomitanza dell'apertura del Congresso della SIF, che vi svolse tutti i suoi lavori. Dal 2002 il Dipartimento di Interateneo di Fisica di Bari è a lui intitolato.